# 724
| 724                |
| ------------------ |
| Dødsfald - Fødsler |
|                    |

| Gregoriansk kalender | 724 DCCXXIV             |
| Ab urbe condita      | 1477                    |
| Armensk kalender     | 173 ԹՎ ՃՀԳ              |
| Kinesiske kalender   | 3420 – 3421 癸亥 – 甲子 |
| Etiopisk kalender    | 716 – 717               |
| Jødisk kalender      | 4484 – 4485             |
| Hindukalendere       |                         |
| - Vikram Samvat      | 779 – 780               |
| - Shaka Samvat       | 646 – 647               |
| - Kali Yuga          | 3825 – 3826             |
| Iransk kalender      | 102 – 103               |
| Islamisk kalender    | 105 – 106               |

Se også 724 (tal)